# سارگیس هامالباشیان
سارگیس داجاتی هامالباشیان (ارمنی: Սարգիս Տաճատի Համալբաշյան؛ زاده تاریخ ورودی نامعتبر است) نقاش اهل ارمنستان است.

## زندگی‌نامه
وی در ۱۲ ژانویهٔ ۱۹۵۶ در لنیناکان به دنیا آمد و از مدرسه نقاشی گیومری (۱۹۷۰) و کالج دولتی هنرهای زیبای پانوس ترلمزیان (۱۹۷۵) فارغ‌التحصیل گشت.   وی همچنین برنده جوایزی همچون نقاش شایسته جمهوری ارمنستان (۲۰۰۸) شد.